# Cova de Chinguaro
La Cova de Chinguaro és una cova o situada en el terme municipal de Güímar en Tenerife (Illes Canàries, Espanya). Segons els historiadors era la cova-palau del mencey Acaimo -rei guanxe de Güímar-.
En aquesta cova els guanxes van rendir culte a la Verge de la Candelària com la deessa Chaxiraxi -adorada a Canàries fins a la conquesta espanyola-, fins que més tard la imatge va ser identificada amb la Mare de Déu i va ser traslladada pels mateixos guanxes a la cova d'Achbinico en Candelària (Santa Cruz de Tenerife).
La cova de Chinguaro va ser el primer santuari de la Verge de la Candelària, i el primer santuari aborigen que va contenir una imatge cristiana en l'arxipèlag canari, encara que en aquest moment els guanxes seguien en la seva religió animista, fins a més tard ser cristianitzats.
Per aquesta raó en ella han aparegut diversos utensilis arqueològics d'època guanxe, per la qual cosa la cova és a més un lloc de gran importància arqueològica. Aquesta cova té la categoria de Bé d'Interès Cultural (BIC), i és actualment una ermita advocada a la Verge de Chinguaro -una derivació de l'advocació de la Verge de la Candelària- derivada de quan la imatge de la verge estava en aquesta cova.